# Serra de l'Ós
La Serra de l'Ós és una serra situada al municipi de Campdevànol a la comarca del Ripollès, amb una elevació màxima de 1.086 metres.